# Autobianchi Runabout
 (novembre 2015).
Si vous disposez d'ouvrages ou d'articles de référence ou si vous connaissez des sites web de qualité traitant du thème abordé ici, merci de compléter l'article en donnant les références utiles à sa vérifiabilité et en les liant à la section « Notes et références ».
L'Autobianchi Runabout est un concept car conçu et réalisé par le designer italien Marcello Gandini pour le compte de la Carrozzeria Bertone de Turin. Le prototype est exposé au Salon de l'automobile de Turin de 1969.
Il sert de base au spider Fiat X1/9, lancé en 1972.

## Histoire
Le concept car est réalisé à partir de la plateforme de l'Autobianchi A112, avec un moteur central et une boîte de vitesses dite « noble », car empruntée à la Lamborghini Miura, automobile également conçue par Marcello Gandini. 
Sa ligne est en coin, caractéristique typique du style italien de l'époque ; le pare-brise traditionnel est remplacé par un simple petit déflecteur transparent quasiment invisible, un saute-vent, qui souligne l'hypertrophie du roll-bar (en) ; les phares sont également originaux par leur forme et leur implantation sur le roll-bar, en arrière du conducteur, signe d'une influence de la conception nautique. 
Ce prototype est l'instigateur d'autres voitures, comme l'A112 Giovani (jeunes) qui reste un concept car, ou la Fiat X1/9 et, également, la Lancia Stratos et peut être considéré comme le premier maillon d'une tendance de style automobile qui a abouti à l'Autobianchi Y10.